# Burgos (Olaszország)
Burgos település Olaszországban, Szardínia régióban, Sassari megyében. Lakosainak száma 855 fő (2023. január 1.). Burgos Illorai, Bono, Bottidda és Esporlatu községekkel határos.

## Népesség
A település népességének változása:
| Lakosok száma | 923  | 903  | 855  |
|               | 2017 | 2018 | 2023 |